# Enrico Giovannini

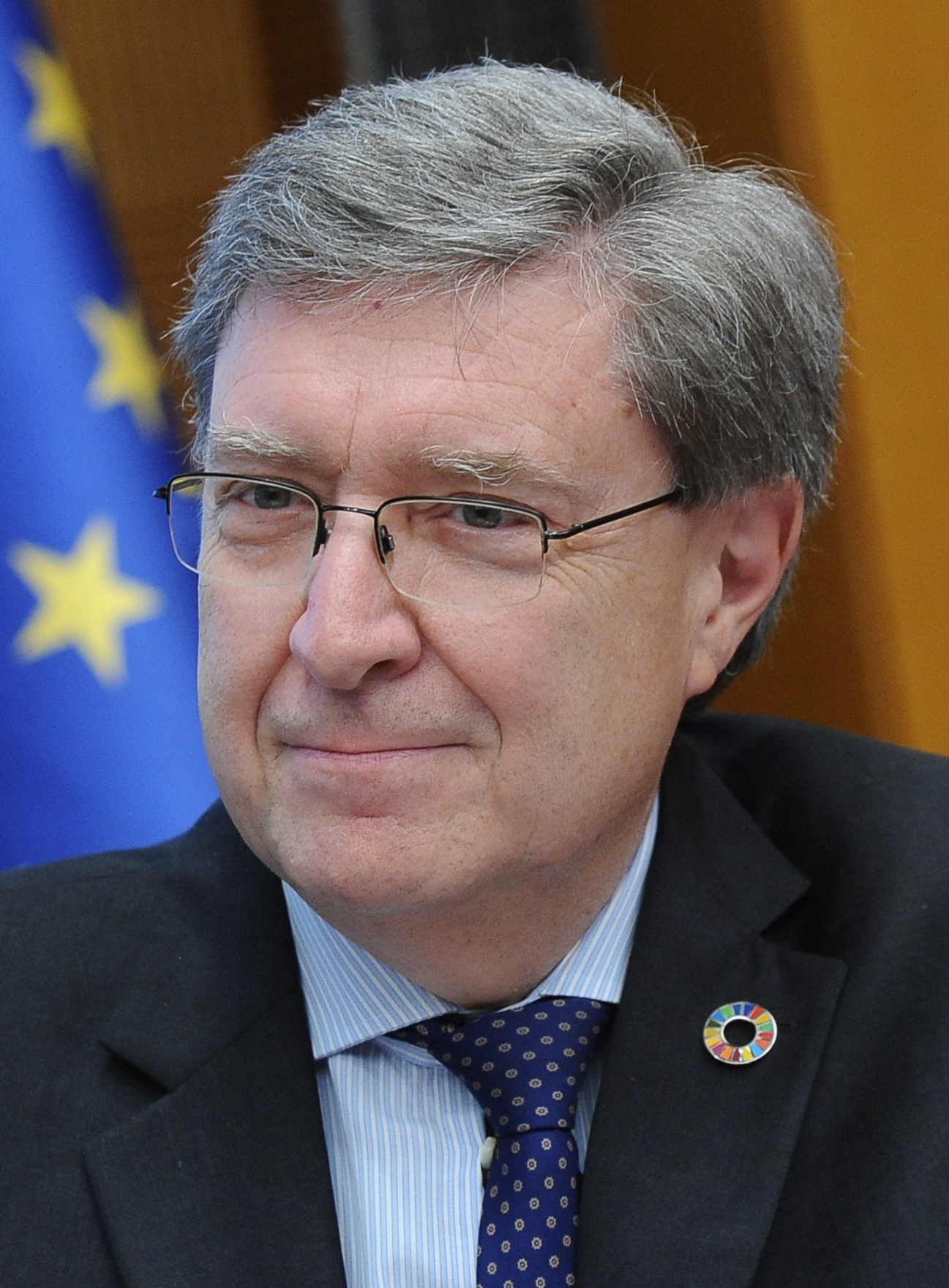
Enrico Giovannini (2019)

Enrico Giovannini (* 6. Juni 1957 in Rom) ist ein italienischer Wirtschaftswissenschaftler, Wirtschaftsstatistiker und parteiloser Politiker. Vom April 2013 bis Februar 2014 war er Arbeitsminister im Kabinett Letta und vom Februar 2021 bis Oktober 2022 war er Minister für Infrastruktur und Verkehr im Kabinett Draghi.

## Leben
Giovannini schloss 1981 ein Wirtschaftsstudium an der Universität La Sapienza in Rom ab und trat im folgenden Jahr als wissenschaftlicher Mitarbeiter in die Dienste des ISTAT, in dem er im Lauf der Zeit verschiedene leitende Stellungen einnahm. Daneben war er auch als Hochschullehrer an verschiedenen italienischen Universitäten tätig. 2002 erhielt er den Lehrstuhl für Wirtschaftsstatistik an der Universität Tor Vergata in Rom. Von 2001 bis 2009 war er Chief Statistician und Director of the Statistic Directorate der OECD in Paris.
Von Juli 2009 bis April 2013 war er Präsident des Statistikamtes Istituto Nazionale di Statistica (ISTAT), vom 28. April 2013 bis zum 22. Februar 2014 war er parteiloser Arbeits- und Sozialminister im Kabinett Letta. Seit dem 13. Februar 2021 ist er Minister für Infrastruktur und Verkehr im Kabinett Draghi.
Giovannini war oder ist Mitglied etlicher wissenschaftlicher Gremien, Gesellschaften und Beiräte. Er hat zahlreiche wissenschaftliche Arbeiten veröffentlicht.

## Ehrungen und Auszeichnungen
- Verdienstorden der Italienischen Republik (Großkreuz)